# Lađevci (Čajniče)
Pour les articles homonymes, voir Lađevci.
Lađevci (en serbe cyrillique : Лађевци) est un village de Bosnie-Herzégovine. Il est situé dans la municipalité de Čajniče et dans la république serbe de Bosnie. Selon les premiers résultats du recensement bosnien de 2013, il ne compte plus aucun habitant.

## Démographie

### Répartition de la population par nationalités (1991)
En 1991, le village comptait 150 habitants, répartis de la manière suivante :

### Communauté locale
En 1991, la communauté locale de Lađevci comptait 303 habitants, répartis de la manière suivante :